# Argenteuil (Manet)
Argenteuil is een schilderij van Édouard Manet uit de zomer van 1874. Het vertoont veel kenmerken van het impressionisme, hoewel de schilder die stijl nooit volledig omarmde. Tijdens de Parijse salon van 1875 stelde hij het werk voor het eerst tentoon. Zoals gebruikelijk bij Manet waren de reacties in eerste instantie overwegend negatief. Sinds 1925 maakt het schilderij deel uit van de collectie van het Museum voor Schone Kunsten in Doornik.

## Voorstelling
In de zomer van 1874 bracht Manet enige tijd door in Gennevilliers waar zijn familie een huis bezat. Door de opkomst van het openbaar vervoer in de negentiende eeuw waren dergelijke plaatsjes in de buurt van Parijs steeds beter bereikbaar geworden voor uitstapjes. Claude Monet woonde tussen 1871 en 1878 met zijn gezin zelfs in Argenteuil, een stadje aan de Seine tegenover Gennevilliers. Andere impressionistische schilders uit Parijs, zoals Renoir, kwamen er vaak op bezoek.
In deze periode schildert Manet onder invloed van Renoir en Monet met een lichter palet dan voorheen. Daarnaast raakt hij overtuigd van de voordelen van het schilderen in de open lucht. Hoewel Manet nooit deel zou nemen aan de tentoonstellingen van de impressionisten, geldt Argenteuil toch als een belangrijk schilderij binnen die stroming.
In eerste instantie poseren Monet en zijn echtgenote Camille voor Argenteuil. Omdat Manet zich bezwaard voelt zijn collega zo lang van het werk te houden, vervangt hij hen door zijn zwager Rudolph Leenhoff en een onbekend vrouwelijk model. Leenhoff draagt het kostuum van een roeier en werpt een geïnteresseerde blik op de vrouw naast hem, die uitdrukkingsloos voor zich uit staart. Op de achtergrond zijn de Seine, die intens blauw geschilderd is, en de contouren van Argenteuil te zien. De schilder slaagde erin om de levendige kleuren van een warme zomerdag prachtig weer te geven. Dit komt vooral naar voren in de jurk en het boeket van de vrouw.

## Herkomst
- 1889: Manets weduwe Suzanne verkoopt het schilderij voor 15.000 frank aan Henri Van Cutsem.
- 1904: nagelaten aan de beeldhouwer Guillaume Charlier.
- 1925: nagelaten aan het Museum voor Schone Kunsten in Doornik.